# Litorhina flammea
Litorhina flammea är en tvåvingeart som beskrevs av Greathead och Neal L. Evenhuis 2001. Litorhina flammea ingår i släktet Litorhina och familjen svävflugor.
Artens utbredningsområde är Sierra Leone. Inga underarter finns listade i Catalogue of Life.